# Diabétologie
La diabétologie est la branche de la médecine et plus particulièrement de l'endocrinologie qui se consacre à l'étude du diabète, c'est-à-dire un taux de sucre (glycémie) élevé dans le sang, ainsi qu'au diagnostic, au traitement et au suivi des patients diabétiques. 
Le diabète peut résulter de divers désordres métaboliques dont le plus connu est le diabète sucré, un déficit de la régulation du taux de glucose dans le sang dû à des facteurs héréditaires, de mauvaises habitudes de vies ou à une mauvaise hygiène de vie, notamment nutritionnelle.